# Чертаново (мини-футбольный клуб)
МФК «Чертаново» — мини-футбольный клуб из Москвы, существовавший в 1992—2000 годах, до 1994 года бывший второй командой московской «Дины». Именно в этом статусе под названием «Дина-МАБ» он добился наивысшего результата в своей истории — серебряных медалей чемпионата 1992/93.

## История
В 1992 году «Дина-2» завоевала путёвку в Высшую лигу. Свой дебютный сезон в элите команда провела под названием «Дина-МАБ» и заняла там второе место, сразу же за «Диной». Тогда команду возглавлял Михаил Бондарев, вскоре после успеха переведённый в главную команду. Следующий сезон команда провела менее уверенно и стала восьмой.
Летом 1994 года команда была переформирована в «Чертаново». Под этим названием она ещё четыре сезона играла в Высшей лиге, однако выше 12 места не поднималась. Затем ещё два сезона команда провела в Первой лиге, после чего прекратила существование. Среди футболистов, которым «Чертаново» за время своего существования дал путь в большой мини-футбол, следует отметить Константина Маевского и Александра Левина.
Более крупных успехов добился женский мини-футбольный клуб «Чертаново», который возглавил экс-тренер мужского «Чертаново» Николай Севостьянов. Под его руководством команда несколько раз стала чемпионом страны.

## Выступления в чемпионатах России
| Сезон     | Лига                 | Занятое Место |
| --------- | -------------------- | ------------- |
| 1992      | Первая лига СНГ (II) | 1             |
| 1992—1993 | Высшая лига (I)      | 2             |
| 1993—1994 | Высшая лига (I)      | 8             |
| 1994—1995 | Высшая лига (I)      | 15            |
| 1995—1996 | Высшая лига (I)      | 14            |
| 1996—1997 | Высшая лига (I)      | 12            |
| 1997—1998 | Высшая лига (I)      | 16            |
| 1998—1999 | Первая лига (II)     | 4             |
| 1999—2000 | Первая лига (II)     | 20            |